# Ferreras de Abajo
Ferreras de Abajo es un municipio y localidad española de la provincia de Zamora, en la comunidad autónoma de Castilla y León.
Se encuentra situado al noroeste de España, cerca de la frontera con Portugal, integrada en la comarca de la Tierra de Tábara como unidad geográfica, aunque nunca perteneció al poderoso marquesado tabarés, sino que fue una de las múltiples posesiones del monasterio de Moreruela.
Destaca especialmente por la especial conservación de su naturaleza y fauna, con especial mención del paraje de «La Pedrizona», monte que alcanza cotas de 1055 m de altitud y que permiten unas vistas panorámicas que lo convierten en uno de los miradores más espectaculares de la provincia de Zamora. El creciente turismo rural y su interés por el lobo, ha dado lugar a la creación de una ruta de senderismo ascendente por una pista forestal.
La arquitectura rural está presente por cualquiera de los rincones de su término, toda ella en piedra, adobe y madera, con ejemplos en las casas de su núcleo urbano y en las fuentes, manantiales, pontones, molinos, cercados, palomares y bodegas de sus alrededores. Dispone además de un área recreativa acondicionada, en el que ha señalizado las especies autóctonas de flora. También cuenta con edificaciones más modernas y actuales, entre las que destaca su iglesia parroquial de San Juan Bautista —cuya fábrica es de la década de 1980— y una ermita que también es reciente con una talla original de un Cristo del siglo XVII.
Ferreras de Abajo es especialmente renombrado por su música tradicional y su folclore, para los que se utilizan instrumentos tradicionales como el tamboril y la gaita de fole, con la que los músicos de la localidad han interpretado e interpretan la vida rural, sus celebraciones y festividades. Durante el mes de agosto se organiza y celebra en esta localidad un festival de folclore que se denomina «Sierra de la Culebra».

## Geografía física
Ubicación
Se encuentra situado a unos 60 km de distancia de Zamora, la capital provincial, y a 826 m de altitud. Este municipio de la comarca de Tábara, también incluye como anejo a la localidad de Litos. Se encuentra situado en un privilegiado espacio geográfico, correspondiente al valle de Valverde y situado al norte de la sierra de la Culebra.
| Noroeste: Otero de Bodas  | Norte: Calzadilla de Tera | Noreste: Melgar de Tera       |
| Oeste: Ferreras de Arriba |                           | Este: Villanueva de las Peras |
| Suroeste: Tábara          | Sur: Tábara               | Sureste: Tábara               |

Geología
Cuenta con una superficie de 88,15 km² atravesados por las aguas del río Castrón y diversos arroyos. En su término se encuentras parajes como el monte La Pedrizona, de notable riqueza forestal, formado por pinares, robles y castaños, brezales y matorral que cobija a las especies cinegéticas de fauna salvaje, como lobos, ciervos, jabalíes y corzos, junto a una avifauna diversa. El creciente interés por el lobo, ha dado lugar a la creación de una ruta de senderismo ascendente por una pista forestal.

## Historia
«El Castillo» de Ferreras de Abajo es una de los veintinueve asentamientos de la Edad del Hierro que se han identificado en el entorno de la sierra de la Culebra. Se trata de poblados que se caracterizan por ser asentamientos en altura (entre los 750 m y los 1 030 m), de unas 5 ha de superficie y defendidos desde los que se controlaba estratégicamente el entorno circundante de la Sierra. Las estructuras defensivas son principalmente de muros parciales, aunque en algunos también existen de muros perimetrales y fosos, construidos principalmente con la abundante cuarcita de la zona. En todos ellos predomina la defensa natural, característica común que se suele complementar con otras creadas expresamente como avanzadas y flanqueos, torres, acrópolis, piedras hincadas, lomas terreras y taludes, siendo la avanzada más común es el antecastro, presente en una gran mayoría de estos asentamientos.
Durante la Edad Media Ferreras de Abajo quedó integrado en el Reino de León, cuyos monarcas habrían acometido la repoblación de la localidad dentro del proceso repoblador llevado a cabo en la zona. Así, desde al menos el siglo XII, los monjes monjes Cistercienses establecieron en Ferreras de Abajo una de sus granjas. Su ocupación, como posesión del monasterio de Moreruela, duró hasta 1431, año en el que, junto a otras poblaciones de Aliste y La Carballeda, pasó a manos de los condes de Benavente, previo pago de 15 000 maravedíes y otras compensaciones económicas. Esta casa señorial lo mantuvo en su poder hasta la supresión de los derechos feudales del siglo XIX.
En la Edad Moderna, Ferreras de Abajo fue una de las localidades que se integraron en la provincia de las Tierras del Conde de Benavente y dentro de esta en la receptoría de Benavente. No obstante, al reestructurarse las provincias y crearse las actuales en 1833, la localidad pasó a formar parte de la provincia de Zamora, dentro de la Región Leonesa, quedando integrado en 1834 en el partido judicial de Alcañices, dependencia que se prolongó hasta 1983, cuando fue suprimido el mismo e integrado en el partido judicial de Zamora.
En torno a 1850, el antiguo municipio de Litos se integró en el de Ferreras de Abajo, tomando el término municipal su actual extensión.

## Geografía humana

### Demografía
Cuenta con una población de 451 habitantes (INE 2024).
| Gráfica de evolución demográfica de Ferreras de Abajo entre 1842 y 2021 |
| |
| Población de derecho según los censos de población del INE Población de hecho según los censos de población del INEEntre el censo de 1857 y el anterior, crece el término del municipio porque incorpora a 495069 (Litos) |

### Economía
Principalmente como en la mayoría de pueblos y ciudades de la provincia de Zamora, la mayor fuente de ingresos de Ferreras de Abajo son las pensiones de jubilación aunque también podemos encontrar algunos pequeños negocios familiares y algún otro de mayor tamaño. En cuanto a los trabajos del campo, ya apenas unos cuantos vecinos se ganan la vida con ello.

## Símbolos
El escudo heráldico del municipio fue aprobado en la sesión plenaria de 26 de diciembre de 2001 del ayuntamiento. Se trata de un escudo medio partido y cortado en:
- El primero de plata, lobo pasante de sable.
- El segundo de oro, mazo y martillo puestos en aspa, de sable.
- El tercero de plata tres montes de sinople, en puntas de ondas de plata y azur.

Remata al timbre una corona real cerrada.

## Cultura

### Patrimonio
No se conservan monumentos importantes, pues la iglesia se ha alzado de nueva planta y la ermita ha sufrido varias reconstrucciones. Al parecer, históricamente, la parroquia primitiva se hallaba muy separada de los demás edificios. Al no poder oírse las campanas, se construyó entre las mismas casas un campanario con formas de espadaña triangular. En la actualidad, en el centro de la localidad existe un templo nuevo, diseñado por el párroco Miguel Morán Fernández e inaugurado en 1981.
La ermita del Cristo se encuentra en una pequeña plaza no muy lejos de la parroquia, consta de tres naves restauradas y una torre moderna. En su interior se da culto, entre otras esculturas, a una imagen del Crucificado del siglo XVII.

### Fiestas
Las fiestas patronales son el 24 de junio en honor a San Juan. En el mes de mayo se celebran la fiesta en honor al Bendito Cristo y la fiesta de San Isidro Labrador, patrón de los agricultores. En el mes de agosto, tienen lugar diversas actividades de convivencia y encuentro con emigrantes que regresan de vacaciones. En agosto se celebra un festival de folclore denominado «Sierra de la Culebra».